# Kviksølvfulminat
Kviksølvfulminat (Hg(CNO)2) er et primært sprængstof.
Det detonerer ved flere tusinde meter i sekundet. Det er hurtigere end lydens hastighed (ca. 340 m/s i atmosfærisk luft) og kaldes derfor et brisant sprængstof.
Det er utroligt følsomt og må kun transporteres i våd tilstand.
Dette sprængstof blev i gamle dage brugt i knaldperler kendt fra nytår. Små stykker grus er dyppet i en opløsning af kviksølvfulminat. Når knaldperlen rammer jorden gnider gruset med kviksølvfulminat op ad hinanden og skaber friktion nok til en detonering. I dag bruges det mindre farlige sølvfulminat.
Kviksølvfulminat er ekstremt giftigt. Ikke alene er kviksølvet (Hg), som er et tungmetal giftigt, men stoffet indeholder også fulminat.
Kviksølvfulminat kan fremstilles ved at lade kviksølv reagere med en nitrersyre (en blanding af salpetersyre og svovlsyre). Ovenstående fremstillingsmåde er meget farlig og det kan ikke anbefales at lave den selv.